# Politik i Sichuan

Sichuans läge i Kina.

Den politiska makten i Sichuan utövas officiellt av provinsen Sichuans folkregering, som leds av den regionala folkkongressen och guvernören i provinsen. Dessutom finns det en regional politiskt rådgivande konferens, som motsvarar Kinesiska folkets politiskt rådgivande konferens och främst har ceremoniella funktioner. Provinsens guvernör sedan december 2020 är Huang Qiang.
I praktiken utövar dock den regionala avdelningen av Kinas kommunistiska parti den avgörande makten i Sichuan och partisekreteraren i regionen har högre rang i partihierarkin än guvernören. Sedan april 2022 heter partisekreteraren Wang Xiaohui.

## Lista över Sichuans guvernörer
1. Li Jingquan (李井泉): 1952 – 1955
2. Li Dazhang (李大章): 1955 – 1966
3. Zhang Guohua (张国华): 1968 – 1972
4. Liu Xingyuan (刘兴元): 1972 – 1975
5. Zhao Ziyang: 1975 – 1979
6. Lu Dadong (鲁大东): 1979 – 1982
7. Yang Xizong (杨析综): 1982 – 1985
8. Jiang Minkuan (蒋民宽): 1985 – 1988
9. Zhang Gaoruo (张皓若): 1988 – 1993
10. Xiao Yang (肖秧): 1993 – 1996
11. Song Baorui (宋宝瑞): 1996 – 1999
12. Zhang Zhongwei (张中伟): 1999 – 2007
13. Jiang Jufeng (蒋巨峰): 2007 – januari 2013
14. Wei Hong (魏宏): januari 2013 – januari 2016
15. Yin Li (尹力): januari 2016 – december 2020 [1]
16. Huang Qiang (黄强): december 2020 –

## Lista över Sichuans partisekreterare
1. Li Jingquan (李井泉): juli 1952 – februari 1965
2. Liao Zhigao (廖志高): februari 1965 – 1966
3. Zhang Guohua (张国华): augusti 1971 – februari 1972
4. Liu Xingyuan (刘兴元): mars 1972 – oktober 1975
5. Zhao Ziyang (赵紫阳): oktober 1975 – mars 1980
6. Tan Qilong (谭启龙): mars 1980 – februari 1983
7. Yang Rudai (杨汝岱): februari 1983 – april 1993
8. Xie Shijie (谢世杰): april 1993 – januari 2000
9. Zhou Yongkang (周永康): januari 2000 – december 2002
10. Zhang Xuezhong (张学忠): december 2002 – 2006
11. Du Qinglin (杜青林): december 2006 – november 2007
12. Liu Qibao (刘奇葆): november 2007 – november 2012
13. Wang Dongming (王东明): november 2012 - mars 2018 [2]
14. Peng Qinghua (彭清华): mars 2018 - april 2022
15. Wang Xiaohui (王晓晖): april 2022 -